# Saint-Jean-de-la-Porte
Saint-Jean-de-la-Porte är en kommun i departementet Savoie i regionen Auvergne-Rhône-Alpes i sydöstra Frankrike. Kommunen ligger i kantonen Saint-Pierre-d'Albigny som tillhör arrondissementet Chambéry. År 2022 hade Saint-Jean-de-la-Porte 977 invånare.

## Befolkningsutveckling
Antalet invånare i kommunen Saint-Jean-de-la-Porte
| Referens: INSEE |